# بیزینگ‌استوک
latitudeبیزینگ‌استوکlongitudeبیزینگ‌استوک
بیزینگ‌استوک (به انگلیسی: Basingstoke) شهری در منطقهٔ بریستول کشور انگلستان است که این کشور خود بخشی از بریتانیا محسوب می‌شود. این شهر در سال ۱۹۹۱ میلادی ۷۷٫۸۳۷ نفر جمعیت داشته و در سرشماری سال ۲۰۰۱ جمعیت آن به ۹۰٫۱۷۱ نفر رسیده‌است. میزان رشد سالانهٔ جمعیت باسینگستوک ‎۰٫۰۱ درصد می‌باشد و جمعیت این شهر در سال ۲۰۱۲ به ۹۰٫۲۹۴ نفر تغییر یافت.